# Infinity Divine
Infinity Divine is het debuutalbum van Pagan's Mind, uitgebracht in 2001 door FaceFront. Het album werd heropgenomen en heruitgebracht in 2004. De songs op de heruitgave zijn soms licht gewijzigd en ook de volgorde van de nummers op de CD is anders.

## Track listing

### Originele uitgave
1. "Prelude to Paganism" – 1:03
2. "Caught in a Dream" – 8:42
3. "Infinity Divine" – 7:49
4. "Embracing Fear" – 6:03
5. "Astral Projection" – 6:44
6. "Angels' Serenity" – 4:51
7. "Dawning of the Nemesis" – 7:04
8. "King's Quest" – 6:39
9. "Twilight Arise" – 4:36
10. "Moonlight Pact" – 7:07
11. "A New Beginning" – 7:38

### Heruitgave
1. "Prelude to Paganism" – 1:02
2. "Caught in a Dream" – 6:02
3. "Infinity Divine" – 6:12
4. "Embracing Fear" – 5:56
5. "Astral Projection" – 5:41
6. "Angels' Serenity" – 4:20
7. "Dawning of the Nemesis" – 5:09
8. "King's Quest" – 5:39
9. "Twilight Arise" – 4:35
10. "A New Beginning" – 8:08
11. "Embracing Fear 2004" – 6:17
12. "At the Graves" (King Diamond Cover) – 9:34

## Band
- Nils K. Rue - Zanger
- Jørn Viggo Lofstad - Gitarist
- Thorstein Aaby - Gitarist
- Steinar Krokmo - Bassist
- Ronny Tegner - Toetsenist
- Stian Kristoffersen - Drummer